# تپه شیله گرگی ب
تپه شیله گرگی ب در بردسیر، جنوب رودخانه رود تی و خشک رود واقع شده و این اثر در تاریخ ۱ فروردین ۱۳۴۵ با شمارهٔ ثبت ۵۳۳ به‌عنوان یکی از آثار ملی ایران به ثبت رسیده است.